# Bandarulanka
Bandarulanka est une ville du district de Konaseema dans l'État d'Andhra Pradesh en Inde. 
Selon le recensement de l'Inde de 2011, la localité compte une population de 11 470 habitants.